# Тартарен Тарасконски
„Тартарен Тарасконски“ (на френски: Tartarin de Tarascon) е цикъл романи на френския писател Алфонс Доде. Главен герой е Тартарен, а действието се развива в град Тараскон.

## Роман трилогия
Трилогията е съставена от романите „Необичайните приключения на Тартарен от Тараскон“ (на френски: Aventures prodigieuses de Tartarin de Tarascon, 1872), „Тартарен в Алпите. Новите подвизи на тарасконския герой“ (на френски: Tartarin sur les Alpes, nouveaux exploits du héros tarasconnais, 1885), „Пристанище Тараскон. Последните приключения на славния Тартарен“ (на френски: Port-Tarascon, dernières aventures de l'illustre Tartarin, 1890).
Първият роман от трилогията е най-знаменит. Написан е в насмешливо-преувеличен тон на възхищение от „мъжеството“ на Тартарен. Доде го назовава „безстрашен несравним Тартарен“, макар той да е всичко на всичко хвалещ се бъбривец, който е герой на думи, а не на дело. Тартарен разказва приключенията си като лично преживени. Но както казва главният герой на романа: „южняците не лъжат, те само биват жертви на измама“. Доде изобразява Тартарен от първо лице единствено число, Тартарен е постоянно раздиран от противоположни стремежи: да се впусне в авантюра или да си остане у дома и да продължи живот на жалък обитател.
Романите няколко пъти са екранизирани.

## Актуални и фолклорни прояви
- През 1985 г. е открит малък музей в град Tараскон-на-Рона, за да разказва за измисления герой Tартарен.
- Всяка година през последната неделя на юни се провежда фестивал, за да отбележи Тартарен Тарасконски и местното легендарно чудовище Тараско.
- Шаржовете на принципа на бурлеската стават символ на град Тараскон и провинция Прованс.

## Филми, театрални постановки
- Романите за Тартарен Тарасконски са адаптирани за кино три пъти – през 1908, 1934, и 1962 г. Първата екранизация е кратка и е дело на Жорж Мелиес.

- Втората екранизация през 1932 година е най-успешна. Тя е режисирана от Реймон Бернар.

- През 1962 година филмът е режисиран от Франсис Бланш и Раул Андре. В него участват Франсис Бланш, Aлфред Aдам, Бурвил, Робер Порт.[2]

- Белгийският композитор Артюр Мьолеманс (1884 – 1966) пише „Увертюра за Тартарен за оркестър“ през 1955 година.

## Галерия
- Алфонс Доде (1898)
- Тартарен от Тараскон
- „Необичайните приключения на Тартарен от Тараскон“
- Тартарен на карнавала в Ница през 1912 г.